# United Balls
United Balls ist eine deutschsprachige Band aus München, die 1973 gegründet und im Rahmen der Neuen Deutschen Welle bekannt wurde.

## Geschichte
Die Ursprünge der Combo lagen Mitte der 1970er Jahre in einer Schülerband am Gisela-Gymnasium München. Die Band hieß zunächst „Teen Quo Vadis“, dann von der aktuellen Bauwut inspiriert „U-Bahnschacht“. Bald zog man die Abkürzung „UBS“ vor, danach entstand der Wunsch nach einem englischen Namen, der möglichst aus dieser Abkürzung abgeleitet werden sollte. Die Antwort war „United Balls“.
Nach ersten erfolgreichen Liveauftritten im legendären Schwabinger Rigan-Club von Richard Rigan wurde die Band 1980 vom ehemaligen Musiker Jörg Evers unter Vertrag genommen, der das Lied Pogo in Togo produzierte. Es erreichte Platz 24 in den deutschen Charts. Später folgten kleinere Hits in Deutschland, Österreich und der Schweiz. 1993 verließ Sänger und Komponist Harry Kulzer die Band; die verbleibenden Mitglieder versuchten sich in englischsprachigem Gitarrenpop. 2005 kehrte die Band in Originalbesetzung mit einem Auftritt im Münchener Atomic Café auf die Bühne zurück. Am 7. Mai 2011 stellten sie nach 29 Jahren wieder eine CD in Originalbesetzung vor.

## Trivia
In dem Film Mia san dageng von 2007 bezeichnen sich United Balls als Punk-Band.
Die Sportfreunde Stiller sowie etliche andere Punk-Bands coverten den Erfolgssong Pogo in Togo. Zuletzt coverten J.B.O. den Song 2009 und texteten ihn zu Dio in Rio um.
Sänger und Gitarrist Horst Lindhofer ist studierter Biologe.

## Diskografie

### Alben
- 1981: Pogo in Togo
- 1982: Lieder fremder Völker
- 1989: Hobo
- 1996: United Balls singen und spielen ihre schönsten Melodien
- 2011: Maybe tomorrow but better tonight[3]

### Singles
- 1980: Sailor (Your Home Is The Sea)
- 1981: Pogo in Togo
- 1981: Seemann
- 1983: Gänseblümchen
- 1983: Ein Lied geht um die Welt
- 1987: Love When The Work Is Done
- 1988: One For The Money, One For The Soul
- 1989: Sing A Song